# Cristo velato
Il Cristo velato è una scultura marmorea di Giuseppe Sanmartino, conservata nella cappella Sansevero di Napoli ed è stata realizzata nel 1753. 

## Storia e descrizione

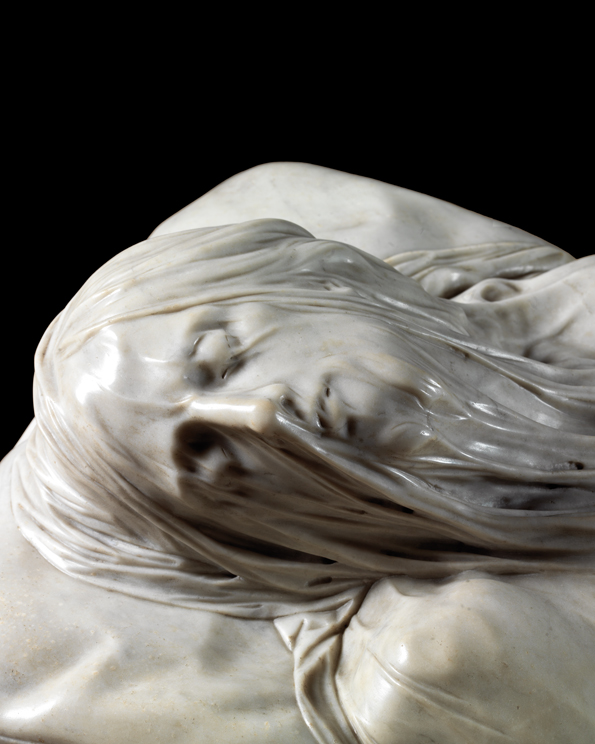
Il volto del Cristo

Raimondo di Sangro fu il committente di quest'opera, che originariamente doveva essere collocata nel mausoleo di famiglia sottostante la Cappella, vano che oggi ospita le Macchine anatomiche. Un piastrone di pietra indica oggi il punto preciso dove la statua avrebbe dovuto essere posta.
L'incarico di eseguire il Cristo velato fu in un primo momento affidato allo scultore Antonio Corradini; tuttavia, deceduto da lì a breve, questi fece in tempo a realizzare solo un bozzetto in terracotta oggi al museo nazionale di San Martino. L'incarico passò così a Giuseppe Sanmartino, a cui venne chiesto di produrre «una statua di marmo scolpita a grandezza naturale, rappresentante Nostro Signore Gesù Cristo morto, coperto da un sudario trasparente realizzato dallo stesso blocco della statua».
Sanmartino realizzò quindi un'opera dove il Cristo morto, sdraiato su un materasso, viene ricoperto da un velo che aderisce perfettamente alle sue forme. La maestria dello scultore napoletano sta nell'esser riuscito a trasmettere la sofferenza che il Cristo ha provato, attraverso la composizione del velo, dal quale si intravedono i segni sul viso e sul corpo del martirio subito. Ai piedi della scultura, infine, l'artista scolpisce anche gli strumenti del suddetto supplizio: la corona di spine, una tenaglia e dei chiodi.
Matilde Serao, grande ammiratrice della scultura, ci restituisce una descrizione assai vivida del Cristo:
La firma dello scultore, infine, è apposta sul retro del piedistallo, sotto il materasso: «Joseph Sanmartino, Neap., fecit, 1753».

## Leggenda del velo

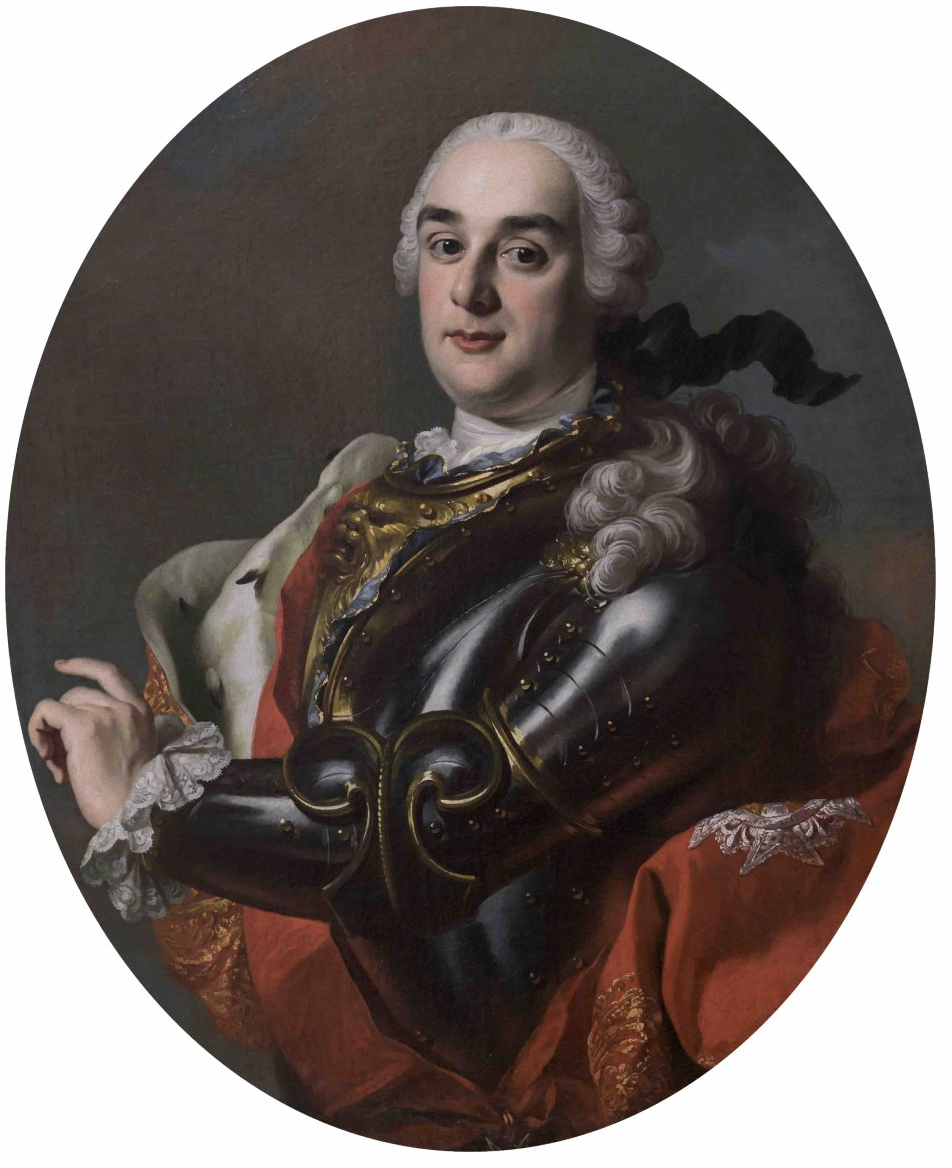
Raimondo di Sangro

La magistrale resa del velo, «fatto con tanta arte da lasciare stupiti i più abili osservatori» (per usare le stesse parole del principe di Sansevero), ha nel corso dei secoli dato adito a una leggenda secondo cui il committente, il famoso scienziato e alchimista Raimondo di Sangro, avrebbe insegnato allo scultore la calcificazione del tessuto in cristalli di marmo. Da circa tre secoli, infatti, molti visitatori della Cappella, colpiti dal mirabile velo scolpito, lo ritengono erroneamente esito di una "marmorizzazione" alchemica effettuata dal principe, il quale avrebbe adagiato sulla statua un vero e proprio velo, e che questo si sia nel tempo marmorizzato attraverso un processo chimico.
In realtà una attenta analisi non lascia dubbi sul fatto che l'opera sia stata realizzata interamente in marmo, e questo è anche confermato da alcune lettere dell'epoca. Una ricevuta di pagamento a Sanmartino in data 16 dicembre 1752, firmata dal Principe e conservata presso l'Archivio Storico del Banco di Napoli, recita infatti:
Lo stesso di Sangro, in alcune lettere, descrive il velo come realizzato dallo stesso blocco della statua, senza l'utilizzo di alcun espediente alchemico.

## Estimatori
Già nel Settecento numerosi viaggiatori, anche illustri, si sono recati a Napoli per ammirare la statua. Si racconta che Antonio Canova rimase talmente colpito dall'opera che avrebbe dato dieci anni della propria vita pur di poterne vantare la paternità, e che durante una sua visita a Napoli provò anche ad acquistarla.
Tra gli altri estimatori del marmo, il marchese de Sade, che elogiò «il drappeggio, la finezza del velo […] la bellezza, la regolarità delle proporzioni dell'insieme»; Riccardo Muti, come testimonia l'immagine del Cristo velato scelta come copertina del Requiem di Mozart da lui diretto; lo scrittore Héctor Bianciotti, il quale fu colto da una sindrome di Stendhal mentre ammirava il velo «piegato, spiegato, riassorbito nelle cavità di un corpo prigioniero, sottile come garza sui rilievi delle vene»; e infine, il poeta siriano Adonis, che ha ritenuto il Cristo velato «più bello delle sculture di Michelangelo». Vale la pena altresì ricordare che la regione Campania nel 2008 scelse il volto del Cristo per rilanciare l'immagine di Napoli, e che, nel 2021, il regista e attore Abel Ferrara ha letto i testi di  Gabriele Tinti di fronte alla scultura in occasione della giornata internazionale dei musei e delle celebrazioni del 250º anniversario della morte di Raimondo di Sangro.

## Le copie moderne
Ne esistono alcune copie moderne: una nella Chiesa e convento di Santa Maria del Sepolcro di Potenza ed una è stata dal 16 ottobre 2020 fino a dicembre 2021 nell'Abbazia di San Giovanni Evangelista di Parma.
La copia conservata a Potenza è stata realizzata nel 1914 da Helmut Perathoner, sculture originario della Val Gardena. Si tratta di una statua lignea realizzata con il legno del Pinus cembra, come da tradizione altoatesina, ricoperto di gesso e trattato in modo da sembrare marmo. Generalmente la statua è esposta solo nel periodo quaresimale.
La copia del 2010 è stata realizzata dallo scultore non vedente Felice Tagliaferri. La statua è stata chiamata Cristo RiVelato. Il nome deriva dal fatto che lo scultore, durante una sua visita a Napoli nel 2008, non poté ammirare l'opera perché l'unico modo per lui sarebbe stato quello di toccarla. Decise pertanto di realizzare una copia accessibile al tatto e le diede l'attuale nome per sottolineare il fatto che ora l'opera era accessibile a tutti. La scultura è itinerante.